# Advice for the Young at Heart
Advice for the Young at Heart è un singolo del gruppo britannico Tears For Fears, estratto dal loro terzo album The Seeds of Love.
Il brano fu scritto da Roland Orzabal e dal tastierista Nicky Holland.
La voce principale è quella di Curt Smith: questo è l’unico pezzo dell’album da lui cantato.

## Tracce
CD-Maxi
1. Advice for the Young at Heart – 4:49
2. Johnny Panic and the Bible of Dreams – 4:16
3. Music for Tables – 3:32
4. Johnny Panic and the Bible of Dreams (strumentale) – 4:18

7" single
1. Advice for the Young at Heart – 4:45
2. Johnny Panic and the Bible of Dreams – 4:16

12" single
1. Advice for the Young at Heart – 4:49
2. Johnny Panic and the Bible of Dreams – 4:16
3. Music for Tables – 3:32